# Paracnemis alluaudi
Paracnemis alluaudi är en trollsländeart som beskrevs av Martin 1902. Paracnemis alluaudi ingår i släktet Paracnemis och familjen flodflicksländor. Inga underarter finns listade i Catalogue of Life.